# Vigana

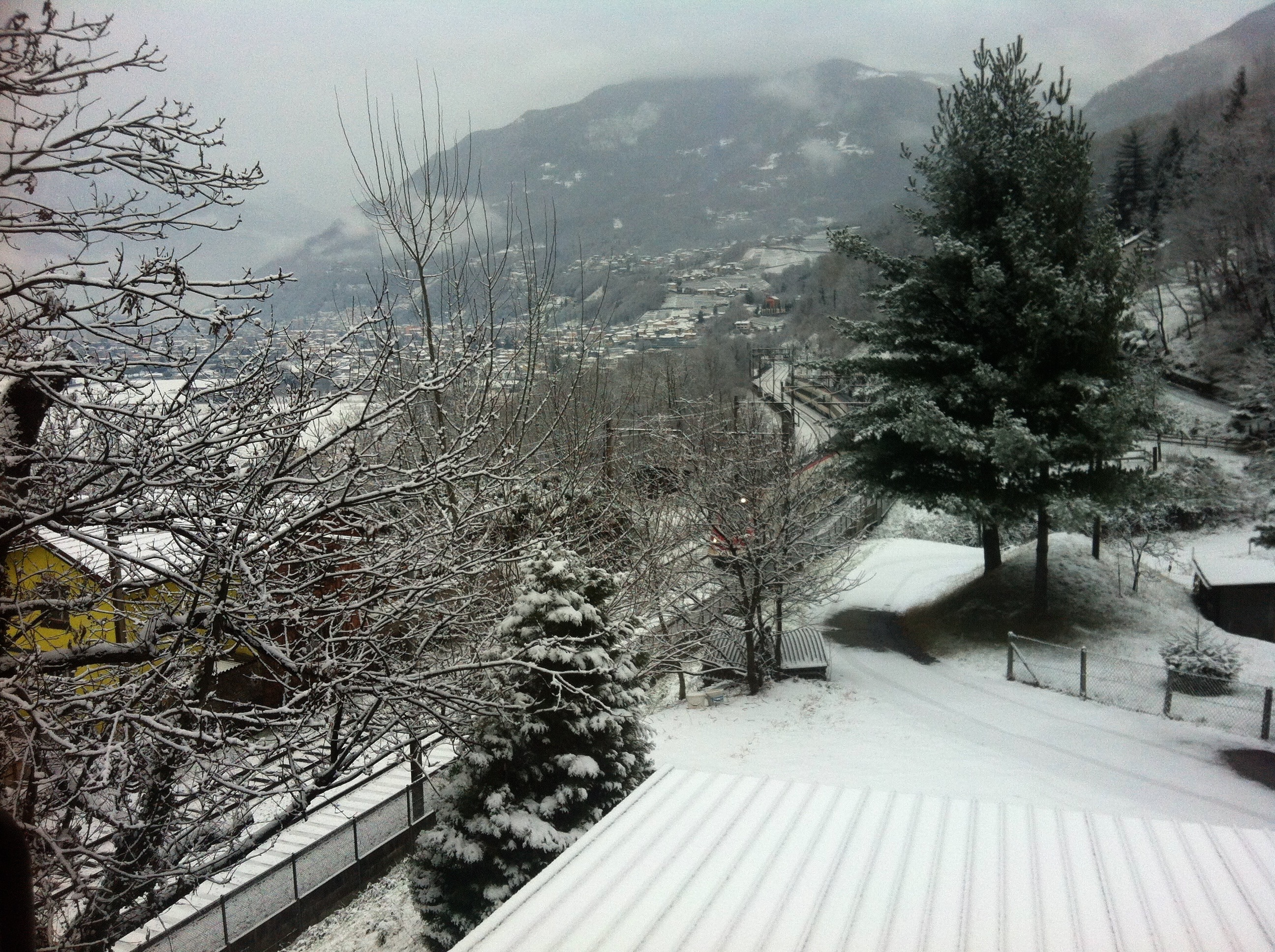
Zugsdurchfahrt in Vigana an der Monte-Ceneri-Strecke

Der Weiler Vigana liegt auf 300 bis 370 m ü. M. und etwa 100 bis 170 Meter über der Magadinoebene im Schweizer Kanton Tessin.
Vigana ist in Vigana di Sotto und Vigana di Sopra aufgeteilt. Vigana di Sotto mit heute (2017) 32 Einwohnern gehört zur Gemeinde Sant’Antonino und Vigana di Sopra gehört zu Bellinzona. Unterhalb von Vigana di Sotto befindet sich auf der Höhe der Magadinoebene das Nordportal des Ceneri-Basistunnels. Dieses wurde nach dem hier beschriebenen Weiler Portal Vigana benannt. Vigana di Sotto liegt an der Gotthardbahn-Bergstrecke, die über den Monte Ceneri führt.
Vigana ist eine Wohnregion ohne nennenswerten wirtschaftlichen Betrieb. Am Nordhang der Alpe del Tiglio gelegen, hat der Ort ausschliesslich vom 10. Januar bis 1. Dezember Sonne.